# Talladega megye
Talladega megye az Amerikai Egyesült Államokban, azon belül Alabama államban található. Az állam földrajzi központjának közelében, a Coosa folyó völgyében található Talladega megyében található a Talladega Superspeedway versenypálya és az állam legmagasabb hegye, a Mount Cheaha. A megye volt a szülőhelye és gyermekkori otthona Jim Nabors színésznek is , aki az 1960-as években az Andy Griffith Show- ban és a Gomer Pyle USMC televíziós sorozatokban játszott Gomer Pyle-szerepeiről, valamint jelentős felvételi karrierjéről ismert. Talladega megyét egy választott öttagú bizottság irányítja, és magában foglalja Talladega, Sylacauga , Childersburg és Lincoln városokat. Megyeszékhelye és legnagyobb városa Talladega. Lakosainak száma 82 149 fő (2020. április 1.). Talladega megye Calhoun, Coosa, Shelby, St. Clair, Cleburne és Clay megyékkel határos.

## Történet
Talladega megyét az alabamai közgyűlés 1832. december 18-i törvénye hozta létre a Creek indiánok által a márciusi cussetai szerződésben átengedett földterületből . A megye nevét a creek indián Talatigi faluról kapta, ami "határvárost" jelent. A legkorábbi telepesek Carolinából, Virginiából és Tennessee-ből érkeztek Talladega megyébe. Az első városok közül néhány Talladega, Sylacauga és Childersburg volt.
Talladega megye első és egyetlen megyeszékhelyét Talladega Cityben hozták létre 1834-ben. Az első bírósági épület 1838-as felépítéséig a bíróság különböző otthonokban és épületekben ülésezett. Az első bírósági épület háromemeletes volt, később kétemeletesre redukálták óratoronnyal. A bíróságon 1882-ben, majd 1905-ben javításokat és bővítéseket végeztek. 1908-ban Andrew Carnegie acélmágnás alapítványa finanszírozta a város első nyilvános könyvtárát; ma a Jemison-Carnegie Heritage Hall Múzeum . 1912-ben a bíróság épületét tornádó sújtotta , majd 1925-ben tűzkárt szenvedett. 1977-ben a bíróság épületét nagymértékben restaurálták. Az Alabama Történelmi Bizottság szerint a Talladega megyei bíróság Alabama állam legrégebbi, folyamatosan használatban lévő bírósága .

## Népesség
A 2020-as népszámlálás szerint Talladega megye lakossága 80 244 volt. A válaszadók 63,5 százaléka fehérnek, 32,3 százaléka afroamerikainak, 2,4 százaléka spanyol ajkúnak, 2,2 százaléka két vagy több rasszúnak, 0,5 százaléka ázsiainak, 0,4 százaléka indiánnak és 0,2 százaléka hawaiinak vagy csendes-óceáni szigetlakónak vallotta magát. A megyeszékhely, Talladega, a megye legnagyobb városa, lakossága 15 405 fő. További jelentős népesedési központok: Sylacauga, Childersburg, Lincoln, Oak Grove, Talladega Springs és Munford. A háztartások átlagjövedelme 43 969 dollár volt, szemben az állam egészének 52 035 dollárjával, az egy főre jutó jövedelem pedig 24 244 dollár volt, szemben az állam egészének 28 934 dollárjával.
A megye népességének változása:
| Lakosok száma | 82 039 | 81 748 | 81 666 | 81 096 | 80 862 | 82 149 |
|               | 2010   | 2011   | 2012   | 2013   | 2015   | 2020   |

## Gazdaság
Alabama nagy részéhez hasonlóan Talladega megyében is a mezőgazdaság volt az uralkodó foglalkozása egészen a huszadik századig. A megyében számos növényt termesztettek, de a búza dominált. Hosszú hegyvidéki erdőivel a fakitermelés Talladega megye gazdaságának is fontos része volt. A huszadik század elejére a Coosa folyó mentén zsilipek és gátak sorozata lehetővé tette az áruk mozgását a folyón, és a gyártást a megye gazdaságának nagyobb részévé tette. Az 1930-as és 1940-es években az megépült gátak vízenergiát hoztak a térségbe, és a gyártás fellendült. 1941-ben az amerikai hadsereg üzemeltette a Childersburg mellett található Alabama Army Lőszergyárat, amely vegyi anyagokat, például TNT-t és füstmentes port gyártott. Az 1945-ben bezárt üzem ma a Superfund mérgező anyag megsemmisítő helye. A textilgyártás különösen fontos volt egészen a huszonegyedik század elejéig, amikor az Avondale Mills 2006 júliusában bezárt. Sylacaugát néha Márványvárosnak is nevezik, mert kemény, fehér márványrétegen fekszik. A Sylacauga közelében található Gantt's Quarry Dél egyik legnagyobb márványbánya. Ma az autóipar a legnagyobb iparág Talladega megyében.

## Foglalkoztatás
A 2020-as népszámlálási becslések szerint Talladega megyében a munkaerő a következő ipari kategóriák között oszlik meg:
- Oktatási szolgáltatások, valamint egészségügyi és szociális segélyek (21,0 százalék)
- Feldolgozóipar (19,7 százalék)
- Kiskereskedelem (11,8 százalék)
- Művészetek, szórakoztatás, rekreáció, valamint szállás- és étkezési szolgáltatások (7,9 százalék)
- Szállítás és raktározás, valamint közművek (7,2 százalék)
- Építőipar (7,1 százalék)
- Közigazgatás (5,8 százalék)
- Szakmai, tudományos, gazdálkodási, valamint adminisztratív és hulladékgazdálkodási szolgáltatások (5,5 százalék)
- Egyéb szolgáltatások, kivéve a közigazgatást (4,8 százalék)
- Pénzügy és biztosítás, valamint ingatlan, bérbeadás és lízing (4,3 százalék)
- Nagykereskedelem (2,1 százalék)
- Mezőgazdaság, erdőgazdálkodás , halászat és vadászat , valamint kitermelő (1,5 százalék)
- Információ (1,2 százalék)

## Oktatás
A Talladega megyei iskolarendszer 18 általános és középiskolát felügyel. A Sylacauga City Schools négy általános és középiskolát, a Talladega City Schools pedig kilenc általános és középiskolát felügyel. A Talladega Cityben található Talladega College egy történelmileg feketéket képző négyéves bölcsészeti főiskola, amely különféle tudományos fokozatokat kínál. 1867-ben alapították, ez Alabama állam legrégebbi , történelmileg fekete kollégiuma ( az Alabama Állami Egyetemet is 1867-ben alapították). Az 1858-ban alapított Alabama Institute for Deaf and Blind in Talladega az alabamai siketek iskolájából, az alabamai vakok iskolájából és a Helen Keller iskolából áll. Az intézethez számos regionális és műszaki központ is tartozik az érzékszervi fogyatékkal élők fejlődésének támogatására.

## Földrajz
A több mint 750 négyzetmérföldből álló Talladega megye a Coosa folyó völgyében fekszik, az Appalache-hegység déli végén. A megye az északkeleti Valley and Ridge fiziográfiai szakasz, valamint a délnyugati Piemont fiziológiai szakasz között oszlik meg . Bár a völgyeket mezőgazdasági termelés céljából kivágták, a hegyvidék és a Talladega Nemzeti Erdő a megye keleti szélén továbbra is erősen fásított tölgy- és fenyőfákkal. Talladega megye északon Calhoun megyével , keleten Cleburne és Clay megyével, délen Coosa megyével , nyugaton Shelby és St. Clair megyével határos .
A Coosa folyó és mellékfolyói Talladega megyében végigfutnak. A Coosa az állam egyik legjobban kihasznált folyója, ezért a folyó sokfélesége a mellékfolyóira korlátozódik, amelyek az egész megyében terjednek. A Coosa folyó mentén számos zsilip és gátak kínálnak üzleti és kikapcsolódási lehetőséget a megye számára.
Az Interstate 20 Talladega megye egyik fő közlekedési útvonala. A megye északi részén kelet-nyugati irányban halad át. A 78-as US Highway szintén kelet-nyugati irányban halad az Interstate 20-tól északra. A 280-as US Highway északnyugat-délkelet irányú a megye déli határa közelében. A talladegai városi repülőtér és a sylacaugai Merkel Field Sylacauga városi repülőtér a megye egyetlen nyilvános repülőtere .

## Események és látnivalók
Talladega megyébe számos kikapcsolódási lehetőség kínálkozik. A Talladega Nemzeti Erdő 375 000 hektáros hegyvidéki dombokat és alacsony hegyeket foglal magában, amelyek élőhelyet biztosítanak a vadon élő állatok sokféleségének. A látogatók számos szabadtéri tevékenységet élvezhetnek, beleértve a horgászatot, a vadászatot, a túrázást, a kempingezést és a piknikezést. A Cheaha Wilderness és a Cheaha State Park egy része szintén Talladega megyében található. A magas domborzatáról és panorámás kilátásairól ismert park délkelet minden tájáról vonzza a túrázókat.
Az Appalache-hegység lábánál, Childersburgban található a Majestic Caverns , egy magántulajdonban lévő barlangrendszer , amely vezetett túrákat kínál. A park legnagyobb barlangja 12 emelet magas és hosszabb, mint egy futballpálya. A barlangokat több ezer cseppkő- és cseppkőképződmény díszíti, így ez az egyik legkoncentráltabb ilyen példánygyűjtemény az Egyesült Államokban. A látogatók különféle tevékenységeket is élvezhetnek, mint például a drágakövek pásztázása vagy az óriás Lost Trail labirintusban való navigálás.
A Kymulga Grist Mill és Covered Bridge Childersburgtól északkeletre található. A konföderációs katona által épített malom és híd több mint 140 éves, és szerepel a történelmi helyek nemzeti nyilvántartásában. A park fái közül többről úgy tartják, hogy idősebb, mint maga a malom. A malom és a híd látogatói piknikezhetnek a szomszédos parkban, ahol számos állat és növény található.

 Talladega megye további történelmi jelentőségű helyei közé tartozik a Waldo Covered Bridge (1858) Waldo közösség közelében

 a Courthouse Square történelmi negyed és a Silk Stocking District, valamint a Ritz Színház Talladega-ban, a Sylacauga történelmi negyed és a Swayne Hall a Talladega College Campuson. A sylacaugai Isabel Anderson Comer Múzeum és Művészeti Központ a helyi művészeti és humántudományi erőfeszítéseket népszerűsíti, és jelentős helyi emberekről és történelmi eseményekről szóló kiállításokat is tartalmaz.
A megye talán legnépszerűbb modern látványossága a Talladega Superspeedway, amely a világ egyik legnagyobb, leggyorsabb és legversenyképesebb motorsport létesítménye. Az 1969-ben felavatott gyorsasági pálya több mint 143 000 nézőt tud leültetni a lelátókon, és több ezer nézőt a 212 hektáros területen.

 A pálya szomszédságában található a Nemzetközi Motorsport Hírességek Csarnoka és Múzeuma , amely a motorsportban legeredményesebb férfiakat és nők előtt tiszteleg.